# Frontera entre Colòmbia i Costa Rica
La frontera entre Colòmbia i Costa Rica és una frontera marítima definida per dos tractats, el tractat Fernández-Facio a la frontera al mar Carib i el tractat Lloreda-Gutiérrez per la frontera de l'oceà Pacífic.
El tractat Fernández-Facio es va signar en San José el 17 de març de 1977. Va ser ratificat pel Congrés de la República de Colòmbia a través de la Llei n. 8 de 1978. Encara no ha estat aprovat per l'Assemblea Legislativa de Costa Rica.
El tractat delimita la frontera marítima del Carib amb un angle recte la punta del qual està en el punt 10° 49′ 00″ N, 82° 14′ 00″ O / 10.81667°N,82.23333°O.
El tractat Lloreda-Gutiérrez va ser signat a Bogotá el 6 d'abril de 1984. Va ser ratificat pel Congrés de la República de Colòmbia a través de la Llei n. 54 de 1985. Encara no ha estat aprovat per l'Assemblea Legislativa de Costa Rica.
El tractat delimita la frontera al Pacífic per dos segments, a l'oest de l'illa de Malpelo, que uneix els punts 05° 00′ 00″ N, 84° 19′ 00″ O / 5.00000°N,84.31667°O, 03° 32′ 00″ N, 84° 19′ 00″ O / 3.53333°N,84.31667°O i 03° 03′ 00″ N, 84° 46′ 00″ O / 3.05000°N,84.76667°O.